# 奥托·西夫林
奥托·西夫林（德語：Otto Siffling，1912年8月3日—1939年10月20日），德国男子足球运动员。他曾代表德国参加1934年和1938年国际足联世界杯，其中1934年世界杯获得季军。他也曾参加1936年夏季奥运会。